# Ingrid Heckner
Ingrid Heckner (* 31. Juli 1950 in Heldenstein) ist eine bayerische Politikerin (CSU). Sie war von 2003 bis 2018 Abgeordnete des Bayerischen Landtags und während dieser Zeit unter anderem stellvertretende Vorsitzende der CSU-Fraktion im Bayerischen Landtag.

## Ausbildung und Beruf
Ingrid Heckner besuchte nach dem Abschluss der Fachakademie die Pädagogische Hochschule und machte eine Ausbildung zur Fachlehrerin. Nach erfolgreichem Abschluss arbeitete sie als Berufsschullehrerin. Von 1989 bis 2003 war Heckner stellvertretende Vorsitzende und Gruppensprecherin für die Lehrkräfte an beruflichen Schulen im Hauptpersonalrat des Bayerischen Staatsministeriums für Unterricht und Kultus.

## Abgeordnete
Von 2003 bis 2018 war Ingrid Heckner direkt gewählte Abgeordnete des Bayerischen Landtags für den Stimmkreis Altötting (Wahlkreis Oberbayern). Bei ihrer ersten Wahl erhielt sie 66,8 Prozent der Erststimmen, 2008 wurde sie mit 45,4 Prozent wiedergewählt. Bei der Landtagswahl 2013 erreichte sie 49,9 Prozent der Stimmen.

## Politische Ämter
Nach ihrem Einzug in den Bayerischen Landtag wurde Heckner Mitglied des Ausschusses für Bildung, Jugend und Sport sowie Mitglied des Ausschusses für Fragen des öffentlichen Dienstes. Von 2008 bis 2017 war die Abgeordnete Vorsitzende des letztgenannten Ausschusses und Mitglied im Vorstand der CSU-Landtagsfraktion. Im Februar 2017 wurde sie mit 97 Prozent der Stimmen zur stellvertretenden Vorsitzenden der Fraktion gewählt.
Am 17. Mai 2020 wurde Heckner zur stellvertretenden Landrätin des Landkreises Altötting gewählt.

## Parteiämter
Ingrid Heckner ist seit 1988 Mitglied der CSU und dort in vielen Vorstandsämtern aktiv. So war sie von 2000 bis 2019 Kreisvorsitzende des Kreisverbands Altötting, dessen Ehrenvorsitzende sie seit 2019 ist. Heckner war darüber hinaus von 1989 bis 2019 Mitglied im CSU-Bezirksvorstand. Seit 1996 ist sie Kreisrätin im Kreistag Altötting. Von 1996 bis 2009 war Heckner Gemeinderätin ihrer Heimatgemeinde Kastl und von 1996 bis 2008 Fraktionsvorsitzende der CSU-Kreistagsfraktion.
Auch in den Verbänden und Arbeitsgruppen der Union ist Heckner aktiv, so seit 1991 als stellvertretende Kreisvorsitzende der Mittelstands-Union, von 1993 bis 2005 als Kreisvorsitzende und stellvertretende Bezirksvorsitzende der Frauen-Union und von 1995 bis 2005 als Mitglied im Landesvorstand der Frauen-Union. Seit 2004 ist sie stellvertretende Landesvorsitzende des Arbeitskreises „Schule, Bildung und Sport“ der CSU und war in diesem Arbeitskreis von 2004 bis 2020 Leiterin des Fachausschusses für berufliche Schulen.

## Sonstige Ämter
Ingrid Heckner war von 1989 bis Herbst 2003 stellvertretende Landesvorsitzende des Verbandes der Lehrer an beruflichen Schulen. Von 2008 bis 2020 war sie Mitglied im Kuratorium der Europäischen Akademie Bayern, von 2012 bis 2020 Ordentliches Mitglied der Bayerischen Akademie Ländlicher Raum. Von 2013 bis 2019 war Heckner stellvertretende Vorsitzende im Stiftungsrat der Bayerischen Landesstiftung, von 2020 bis 2022 war sie Vorstandsmitglied der Landesstiftung, seit dem 1. Januar 2023 ist sie Vorsitzende des Stiftungsvorstandes.
Seit 2012 ist Ingrid Heckner stellvertretende Vorsitzende im Kuratorium der Fachhochschule Rosenheim, seit 2018 außerdem Mitglied im Aufsichtsrat der Campus GmbH Altötting-Burghausen. Seit 2020 ist Heckner Mitglied im Landesausschuss des Bayerischen Landkreistages, seit 2020 Mitglied im Verwaltungsausschuss der Agentur für Arbeit Traunstein.

## Familie und Privates
Ingrid Heckner ist römisch-katholisch, verheiratet und Mutter dreier Kinder. Am 14. Juli 2014 bekam sie die Soldnermedaille für ihre Verdienste um die Vermessungsverwaltung verliehen. Seit dem 17. Dezember 2014 ist Heckner Trägerin des Bayerischen Verdienstordens, seit dem 1. Februar 2019 der Verfassungsmedaille in Silber des Bayerischen Landtags.